# Malakai Savieti
Malakai Savieti (11 novembre 1989) è un calciatore tongano, di ruolo attaccante.

## Carriera

### Nazionale
Conta 7 presenze con la maglia della Nazionale tongana.